# Australiphthiria
Australiphthiria är ett släkte av tvåvingar. Australiphthiria ingår i familjen svävflugor.
Kladogram enligt Catalogue of Life:
| Australiphthiria | \| \| Australiphthiria albocapitis \| \| \| \| \| \| Australiphthiria hilaris \| \| \| \| \| \| Australiphthiria pallipes \| \| \| \| |
|                  | \| \| Australiphthiria albocapitis \| \| \| \| \| \| Australiphthiria hilaris \| \| \| \| \| \| Australiphthiria pallipes \| \| \| \| |
|                  | Australiphthiria albocapitis |
|                  | |
|                  | Australiphthiria hilaris |
|                  | |
|                  | Australiphthiria pallipes |
|                  | |